# SERジュベントゥージ
SERジュベントゥージ (ポルトガル語: Sociedade Esportiva e Recreativa Juventude) は、ブラジル・マットグロッソ州プリマヴェーラ・ド・レステに本拠地を置くサッカークラブである。ブラジル国内にはジュベントゥージと名乗るクラブが他にもあるため、マットグロッソ州を表すMTを付けてジュベントゥージ-MT (Juventude-MT) と表記されることがある。1982年5月23日創設。

## タイトル
- カンピオナート・マトグロッセンセ：2回
  - 2000, 2001
- カンピオナート・マトグロッセンセ2部：1回
  - 1990